# 舊社 (彰化縣社頭鄉)
舊社，是臺灣彰化縣社頭鄉的一個傳統地域名稱，位於該鄉中部偏西地帶。相較於今日行政區，其範圍大致包括舊社村、東興村、松竹村、廣福村。

## 歷史
台灣清治末期至日治初期，舊社地區為一街庄，稱為「舊社庄」，隸屬於武東堡。該庄北與枋橋頭庄、湳雅庄為鄰，東與石頭公庄為鄰，東南與許厝藔庄為鄰，南邊及西邊南段為崙雅庄，西邊北段為社頭庄。
1901年（日治明治三十四年）11月，全台廢縣廳改設二十廳，該庄隸屬於彰化廳。1903年（明治三十六年）6月，該庄編入「社頭區」，隸屬於彰化廳。1909年（明治四十二年）10月，合併二十廳為十二廳，社頭區改隸屬於臺中廳。1920年（大正九年），該庄改制為「舊社」大字，隸屬於臺中州員林郡社頭庄。
戰後社頭庄改制為社頭鄉，隸屬於臺中縣，大字亦改制為村。1950年10月，中、彰、投分治，社頭鄉改隸屬彰化縣。

## 聚落
本地區發展較早的聚落為舊社，在日治期初期的官方地圖上已有記載。

## 交通
鄉道彰77線（松雅路）是員林至社頭的道路，其南側端點位於本地區舊社聚落西北側的鄉道彰154線路口。由此向西北西轉北蜿蜒而行，出境後可前往湳雅與枋橋頭交界地帶、湳雅與大饒交界地帶、大饒與萬年交界地帶、員林市中心東南部並止於縣道148號路口。
鄉道彰93線（清水岩路、忠孝二路、忠義路）是社頭至清水岩的道路，其西北側端點位於舊社聚落西側的鄉道彰154線路口。由此向東南東轉南南西至忠義路路口，轉東沿清水岩排水北岸道路轉東南蜿蜒而行，出境後可前往許厝寮中部偏南並止於清水岩坑溪清水橋頭。
鄉道彰154線（社石路、水源路）是海豐至朝興的道路，大致以西微南—東微北走向由本地區西部邊界入境，至鄉道彰93線起點路口轉北北東，經鄉道彰77線終點路口後轉東北東再轉東北再轉東微北出境。由該道路向西微南可前往社頭市區、社頭與崙雅交界地帶、崙雅與張厝交界地帶、張厝與大紅毛社交界地帶、小紅毛社、鎮平南部、曾厝崙、饒平厝、饒平厝與田尾交界地帶、田尾與溪子頂交界地帶、田尾、溪子頂並止於鄉道彰152線，向東微北轉東可前往石頭坑南部偏西並止於縣道137號路口。

## 學校
- 舊社國小